# Charles F. Haanel
Charles Francis Haanel (* 22. Mai 1866 in Ann Arbor; † 27. November 1949) war ein amerikanischer Philosoph und Autor im Bereich der Neugeist-Bewegung, sowie Geschäftsmann. Bekannt wurde er durch sein Buch The Master Key System (1912), welches die schaffende Macht der Gedanken postuliert.

## Leben und Karriere
Als Sohn von Hugo Paul Haanel und Emeline Cordelia Haanel (geb. Fox) zog Charles Francis in seiner Kindheit mit seiner Familie nach St. Louis. Die Familie Haanel ist schwedischer Abstammung, sie lebte jedoch in Schlesien (Preußen), ehe sie nach Kanada, und später in die Vereinigten Staaten, auswanderte. Charles F. Haanel war das fünfte von insgesamt sechs Kindern seiner Familie, laut Autor Walter B. Stevens aus History of the Fourth City.
Laut Biographie auf Haanel.com wurden sechs weitere Kinder nach ihm geboren, von denen lediglich fünf das Erwachsenenalter erreichten.
Als Bürojunge bei der 'National Enameling & Stamping Company' 1886 in Lohn genommen, verdiente er 15 Jahre lang seinen Lebensunterhalt in steigendem Anstellungsverhältnis, ehe er sich als Autor und Geschäftsmann selbständig machte.
The Master Key System ist ein Buch über Persönlichkeitsentwicklung, welches verspricht, die Grenzen des Möglichen (Gesundheit, Reichtum etc.) ins Nichts zu verschieben. 1933 hatte das Buch einen Absatz von 200.000 Exemplaren erreicht.
Charles F. Haanel war ein erfolgreicher Geschäftsmann mit diversen Standbeinen. Unter anderem war er Präsident der 'Continental Commercial Company', der 'Sacramento Valley Improvement Company' und der 'Mexiko Gold and Silver Mining Company'.
Haanel starb am 27. November 1949 im Alter von 83 Jahren in seiner Wohnung an Herzversagen.
Nach seinem Tode wurde sein Leichnam verbrannt; seine Asche wurde auf dem Bellefontaine Cemetery in St. Louis beigesetzt.

## Bibliografie
- The Master Key System. 1912.
- Mental Chemistry. 1922.
- The New Psychology. 1924.
- A Book About You. 1928.
- The Amazing Secrets of the Yogi. 1937.